# ميلوس بابيتش
ميلوس بابيتش (بالبوسنوية: Miloš Babić)‏ هو لاعب كرة قدم بوسني في مركز الوسط، ولد في 10 سبتمبر 1981 في بانيا لوكا في البوسنة والهرسك. لعب مع نادي أوبليتش ونادي بوراتس بانيا لوكا ونادي ساراييفو.

## وصلات خارجية
- ميلوس بابيتش على موقع قاعدة بيانات كرة القدم.إي يو (الإنجليزية)
- ميلوس بابيتش على موقع Soccerway.com (الإنجليزية)
- ميلوس بابيتش على موقع عالم كرة القدم.نت (الإنجليزية)